# Liste der Baudenkmale in Heringsdorf
In der Liste der Baudenkmale in Heringsdorf sind alle denkmalgeschützten Bauten der Gemeinde Heringsdorf (Mecklenburg-Vorpommern) und ihrer Ortsteile aufgelistet. Grundlage ist die Veröffentlichung der Denkmalliste des Landkreises Ostvorpommern mit dem Stand vom 30. Dezember 1996.
Neben den Baudenkmalen ist ein Waggon des kaiserlichen Hofzuges von 1907 am Bahnhof von Heringsdorf als Bewegliches Denkmal in die Denkmalliste aufgenommen.

## Baudenkmale nach Ortsteilen

### Ahlbeck
| ID | Lage                         | Bezeichnung                                                                   | Beschreibung | Bild                                                                          |
| -- | ---------------------------- | ----------------------------------------------------------------------------- | ------------ | ----------------------------------------------------------------------------- |
|    | Bergstraße 6 (Karte)         | Pension                                                                       |              | Pension                                                                       |
|    | (Karte)                      | Bahnhof (Bahnhofstraße) mit zwei Eisenbahnerwohnhäusern (Siedlung am Bahnhof) |              | Bahnhof (Bahnhofstraße) mit zwei Eisenbahnerwohnhäusern (Siedlung am Bahnhof) |
|    | Bergstraße 6a (Karte)        | Wohnhaus (Haus Sanke)                                                         |              | Wohnhaus (Haus Sanke)                                                         |
|    | Bergstraße 6b (Karte)        | Wohnhaus                                                                      |              | Wohnhaus                                                                      |
|    | Bismarckstraße 1 (Karte)     | Pension                                                                       |              | Pension                                                                       |
|    | Bismarckstraße 2 (Karte)     | Pension                                                                       |              | Pension                                                                       |
|    | Bismarckstraße 3 (Karte)     | Pension                                                                       |              | Pension                                                                       |
|    | Dreherstraße 2 (Karte)       | Wohnhaus                                                                      |              | Wohnhaus                                                                      |
|    | Dreherstraße 8 (Karte)       | Wohnhaus (Ezilda)                                                             |              | Wohnhaus (Ezilda)                                                             |
|    | Dreherstraße 16 (Karte)      | ehemaliges Pensionshaus                                                       |              | ehemaliges Pensionshaus                                                       |
|    | Dünenstraße 1                | Pavillon                                                                      |              | Pavillon                                                                      |
|    | Dünenstraße 2 (Karte)        | Kinderheim                                                                    |              | Kinderheim                                                                    |
|    | Dünenstraße 6 (Karte)        | ehemaliges Pensionshaus (Villa Norma)                                         |              | ehemaliges Pensionshaus (Villa Norma)                                         |
|    | Dünenstraße 9 (Karte)        | Wohnhaus mit Zaun und Gartentor                                               |              | Wohnhaus mit Zaun und Gartentor                                               |
|    | Dünenstraße 10 (Karte)       | ehemaliges Pensionshaus                                                       |              | ehemaliges Pensionshaus                                                       |
|    | Dünenstraße 12 (Karte)       | Pension (Sanatorium)                                                          |              | Pension (Sanatorium)                                                          |
|    | Dünenstraße 13 (Karte)       | Villa (Rosenhof)                                                              |              | Villa (Rosenhof)                                                              |
|    | Dünenstraße 14 (Karte)       | Pension (Iduna)                                                               |              | Pension (Iduna)                                                               |
|    | Dünenstraße 15 (Karte)       | ehemaliges Pensionshaus (Villa Helene)                                        |              | ehemaliges Pensionshaus (Villa Helene)                                        |
|    | Dünenstraße 16 (Karte)       | Pension (Haus Wanda)                                                          |              | Pension (Haus Wanda)                                                          |
|    | Dünenstraße 19 (Karte)       | Pension                                                                       |              | Pension                                                                       |
|    | Dünenstraße 22 (Karte)       | Pension                                                                       |              | Pension                                                                       |
|    | Dünenstraße 23 (Karte)       | Kiosk                                                                         |              | Kiosk                                                                         |
|    | Dünenstraße 25 (Karte)       | Pension                                                                       |              | Pension                                                                       |
|    | Dünenstraße 26 (Karte)       | Pension                                                                       |              | Pension                                                                       |
|    | Dünenstraße 27 (Karte)       | Pension (Seeblick)                                                            |              | Weitere Bilder                                                                |
|    | Dünenstraße 28 (Karte)       | Pension                                                                       |              | Pension                                                                       |
|    | Dünenstraße 31 (Karte)       | Villa (Emanuel)                                                               |              | Weitere Bilder                                                                |
|    | Dünenstraße 32 (Karte)       | Pension                                                                       |              | Pension                                                                       |
|    | Dünenstraße 33 (Karte)       | Pension                                                                       |              | Pension                                                                       |
|    | Dünenstraße 34 (Karte)       | ehemaliges Pensionshaus                                                       |              | ehemaliges Pensionshaus                                                       |
|    | Dünenstraße 37 (Karte)       | ehemaliges Kulturhaus (Haus der Erholung)                                     |              | ehemaliges Kulturhaus (Haus der Erholung)                                     |
|    | Dünenstraße 42 (Karte)       | Pension (Am Meer)                                                             |              | Pension (Am Meer)                                                             |
|    | Dünenstraße 47 (Karte)       | Hotel (Ahlbecker Hof)                                                         |              | Weitere Bilder                                                                |
|    | Dünenstraße 48 (Karte)       | Hotel                                                                         |              | Hotel                                                                         |
|    | Dünenstraße 49 (Karte)       | Hotel (Ferienanlage Seeblick)                                                 |              | Weitere Bilder                                                                |
|    | Dünenstraße 51 (Karte)       | Pension (Villa Elsa)                                                          |              | Pension (Villa Elsa)                                                          |
|    | Dünenstraße 52 (Karte)       | Pension                                                                       |              | Weitere Bilder                                                                |
|    | Dünenstraße 53 (Karte)       | Pension                                                                       |              | Pension                                                                       |
|    | Dünenstraße 55 (Karte)       | Pension                                                                       |              | Pension                                                                       |
|    | Dünenstraße 56 (Karte)       | Pension (Haus Feldmann)                                                       |              | Pension (Haus Feldmann)                                                       |
|    | Dünenstraße 57 (Karte)       | Wohnhaus mit Gaststätte (Strandcasino)                                        |              | Wohnhaus mit Gaststätte (Strandcasino)                                        |
|    | Dünenstraße 58 (Karte)       | Pension                                                                       |              | Pension                                                                       |
|    | Dünenstraße 60 (Karte)       | ehemaliges Pensionshaus                                                       |              | ehemaliges Pensionshaus                                                       |
|    | Dünenstraße (Karte)          | Musikpavillon                                                                 |              | Musikpavillon                                                                 |
|    | Dünenstraße (Karte)          | öffentliche Uhr                                                               |              | Weitere Bilder                                                                |
|    | Dünenstraße (Karte)          | Seebrücke                                                                     |              | Seebrücke                                                                     |
|    | Friedrichstraße 8 (Karte)    | Pension (Emanuel)                                                             |              | Pension (Emanuel)                                                             |
|    | Goethestraße 1 (Karte)       | Pension (See-Eck)                                                             |              | Pension (See-Eck)                                                             |
|    | Goethestraße 2 (Karte)       | Pension (Haus Eden)                                                           |              | Pension (Haus Eden)                                                           |
|    | Goethestraße 3 (Karte)       | Pension (Wald und See)                                                        |              | Pension (Wald und See)                                                        |
|    | Goethestraße 5 (Karte)       | Pension (Meeresstille)                                                        |              | Pension (Meeresstille)                                                        |
|    | Goethestraße 8 (Karte)       | Pension                                                                       |              | Pension                                                                       |
|    | Goethestraße 9 (Karte)       | Pension                                                                       |              | Pension                                                                       |
|    | Goethestraße 10 (Karte)      | Pension                                                                       |              | Pension                                                                       |
|    | Goethestraße 11 (Karte)      | Pension                                                                       |              | Pension                                                                       |
|    | Goethestraße 20 (Karte)      | Pension                                                                       |              | Pension                                                                       |
|    | Goethestraße 32 (Karte)      | ehemaliges Pensionshaus (Linquenda)                                           |              | ehemaliges Pensionshaus (Linquenda)                                           |
|    | Goethestraße 33 (Karte)      | Wohnhaus                                                                      |              | Wohnhaus                                                                      |
|    | Goethestraße 34 (Karte)      | Wohnhaus (Haus Carmen)                                                        |              | Wohnhaus (Haus Carmen)                                                        |
|    | Heimstraße 3 (Karte)         | Wohnhaus                                                                      |              | Wohnhaus                                                                      |
|    | Kaiserstraße 7 (Karte)       | Pension (Villa Dora)                                                          |              | Pension (Villa Dora)                                                          |
|    | Kaiserstraße 8 (Karte)       | Pension (Villa Bellevue)                                                      |              | Pension (Villa Bellevue)                                                      |
|    | Kaiserstraße 9 (Karte)       | Pension                                                                       |              | Pension                                                                       |
|    | Kaiserstraße 10 (Karte)      | Pension (Villa Amor)                                                          |              | Pension (Villa Amor)                                                          |
|    | Kaiserstraße 12 (Karte)      | Pension (Villa Erna)                                                          |              | Pension (Villa Erna)                                                          |
|    | Kaiserstraße 16 (Karte)      | Wohnhaus                                                                      |              | Wohnhaus                                                                      |
|    | Kaiserstraße 17 (Karte)      | Pension (Bella Vista)                                                         |              | Pension (Bella Vista)                                                         |
|    | Kaiserstraße 23 (Karte)      | Wohnhaus                                                                      |              | Wohnhaus                                                                      |
|    | Kaiserstraße 38 (Karte)      | Wohn- und Geschäftshaus                                                       |              | Wohn- und Geschäftshaus                                                       |
|    | Kaiserstraße 39 (Karte)      | Pension                                                                       |              | Pension                                                                       |
|    | Kaiserstraße 44 (Karte)      | Pension                                                                       |              | Pension                                                                       |
|    | Kaiserstraße 47 (Karte)      | Pension                                                                       |              | Pension                                                                       |
|    | Kaiserstraße 48 (Karte)      | Pension                                                                       |              | Pension                                                                       |
|    | Kaiserstraße                 | Kiosk                                                                         |              | Kiosk                                                                         |
|    | Karlstraße 1 (Karte)         | Pension                                                                       |              | Pension                                                                       |
|    | Karlstraße 2 (Karte)         | Pension mit Zaun                                                              |              | Pension mit Zaun                                                              |
|    | Karlstraße 3 (Karte)         | Pension mit Zaun                                                              |              | Pension mit Zaun                                                              |
|    | Karlstraße 4 (Karte)         | Pension                                                                       |              | Pension                                                                       |
|    | Karlstraße 5 (Karte)         | Pension (Tanneck)                                                             |              | Pension (Tanneck)                                                             |
|    | Karlstraße 6 (Karte)         | Pension                                                                       |              | Pension                                                                       |
|    | Kirchenstraße (Karte)        | Kirche                                                                        |              | Kirche                                                                        |
|    | Kirchenstraße 3 (Karte)      | Wohnhaus                                                                      |              | Wohnhaus                                                                      |
|    | Kirchenstraße 7 (Karte)      | Wohnhaus                                                                      |              | Wohnhaus                                                                      |
|    | Kirchenstraße 8 (Karte)      | Villa (Strandschloß)                                                          |              | Villa (Strandschloß)                                                          |
|    | Kirchenstraße (Karte)        | Gefallenendenkmal                                                             |              | Gefallenendenkmal                                                             |
|    | Korswandter Weg 29 (Karte)   | Wohnhaus                                                                      |              | Wohnhaus                                                                      |
|    | Korswandter Weg (Karte)      | Friedhofskapelle mit Lindenallee                                              |              | Friedhofskapelle mit Lindenallee                                              |
|    | Kurparkstraße 2 (Karte)      | Pfarrhaus                                                                     |              | Pfarrhaus                                                                     |
|    | Kurparkstraße 3 (Karte)      | Wohnhaus                                                                      |              | Wohnhaus                                                                      |
|    | Kurparkstraße                | ehemaliges Warmbad (jetzt Rathaus)                                            |              | ehemaliges Warmbad (jetzt Rathaus)                                            |
|    | Kurparkstraße (Karte)        | Grabmal                                                                       |              | Grabmal                                                                       |
|    | Kurparkstraße (Karte)        | Trafohaus                                                                     |              | Trafohaus                                                                     |
|    | Kurstraße 1 (Karte)          | Pension                                                                       |              | Pension                                                                       |
|    | Kurstraße 2 (Karte)          | Pension                                                                       |              | Pension                                                                       |
|    | Kurstraße 7 (Karte)          | Pension                                                                       |              | Pension                                                                       |
|    | Kurstraße 8 (Karte)          | Villa                                                                         |              | Villa                                                                         |
|    | Kurstraße 9 (Karte)          | Pension (Fortuna)                                                             |              | Pension (Fortuna)                                                             |
|    | Kurze Straße 1 (Karte)       | Pension                                                                       |              | Pension                                                                       |
|    | Lindenstraße 8 (Karte)       | Wohnhaus                                                                      |              | Wohnhaus                                                                      |
|    | Lindenstraße 12 (Karte)      | Wohn- und Geschäftshaus                                                       |              | Wohn- und Geschäftshaus                                                       |
|    | Lindenstraße 13 (Karte)      | ehemaliges Verwaltungsgebäude                                                 |              | ehemaliges Verwaltungsgebäude                                                 |
|    | Lindenstraße 16 (Karte)      | Erker zur Wiesenstraße                                                        |              | Erker zur Wiesenstraße                                                        |
|    | Lindenstraße 30 (Karte)      | Pension (Villa Clara) mit Zaun                                                |              | Pension (Villa Clara) mit Zaun                                                |
|    | Lindenstraße 83 (Karte)      | Hofgebäude (Haus Eva-Marie)                                                   |              | Hofgebäude (Haus Eva-Marie)                                                   |
|    | Lindenstraße 85 (Karte)      | Loggia                                                                        |              | Loggia                                                                        |
|    | Lindenstraße 95 (94) (Karte) | Holzanbau                                                                     |              | Holzanbau                                                                     |
|    | Lindenstraße 104 (Karte)     | Wohnhaus (Villa Margarete)                                                    |              | Wohnhaus (Villa Margarete)                                                    |
|    | Lindenstraße 109 (Karte)     | Pension (Haus Bergsegen)                                                      |              | Pension (Haus Bergsegen)                                                      |
|    | Lindenstraße 110 (Karte)     | Pension (Waldblick)                                                           |              | Pension (Waldblick)                                                           |
|    | Lindenstraße 112 (Karte)     | Schule                                                                        |              | Schule                                                                        |
|    | Lindenstraße (Karte)         | Ehrenmal für die Opfer des Faschismus                                         |              | Ehrenmal für die Opfer des Faschismus                                         |
|    | Lindenstraße (Karte)         | Sowjetischer Ehrenfriedhof                                                    |              | Sowjetischer Ehrenfriedhof                                                    |
|    | Neue Dünenstraße 4 (Karte)   | Hotel                                                                         |              | Hotel                                                                         |
|    | Neue Dünenstraße 5 (Karte)   | Pension                                                                       |              | Pension                                                                       |
|    | Neue Dünenstraße 9 (Karte)   | Pension                                                                       |              | Pension                                                                       |
|    | Neue Straße 7 (Karte)        | Pension (Goode Wind)                                                          |              | Pension (Goode Wind)                                                          |
|    | Neue Straße 9/10 (Karte)     | Pension (Melanie)                                                             |              | Pension (Melanie)                                                             |
|    | Rathenaustraße 3 (Karte)     | Wohnhaus                                                                      |              | Wohnhaus                                                                      |
|    | Rathenaustraße 4 (Karte)     | ehemaliges Pensionshaus                                                       |              | ehemaliges Pensionshaus                                                       |
|    | Rathenaustraße 5 (Karte)     | ehemaliges Pensionshaus                                                       |              | ehemaliges Pensionshaus                                                       |
|    | Rathenaustraße 7/7a (Karte)  | Pension                                                                       |              | Pension                                                                       |
|    | Rathenaustraße 11 (Karte)    | Pension                                                                       |              | Pension                                                                       |
|    | Schulstraße 8 (Karte)        | Fischerkaten                                                                  |              | Fischerkaten                                                                  |
|    | Schulstraße 24 (Karte)       | Pension                                                                       |              | Pension                                                                       |
|    | Schulstraße 25 (Karte)       | Pension                                                                       |              | Pension                                                                       |
|    | Schulweg 2 (Karte)           | Wohnhaus                                                                      |              | Wohnhaus                                                                      |
|    | Schulzenstraße 1 (Karte)     | ehemaliges Pensionshaus                                                       |              | ehemaliges Pensionshaus                                                       |
|    | Schulzenstraße 3 (Karte)     | ehemaliges Pensionshaus                                                       |              | ehemaliges Pensionshaus                                                       |
|    | Schulzenstraße 4 (Karte)     | Wohnhaus                                                                      |              | Wohnhaus                                                                      |
|    | Schulzenstraße 11 (Karte)    | ehemaliges Pensionshaus (Kindergarten)                                        |              | ehemaliges Pensionshaus (Kindergarten)                                        |
|    | Schulzenstraße 17 (Karte)    | Fischerkaten                                                                  |              | Fischerkaten                                                                  |
|    | Schulzenstraße 19 (Karte)    | Pension (Haus Glückspilz)                                                     |              | Pension (Haus Glückspilz)                                                     |
|    | Schulzenstraße 21 (Karte)    | Wohn- und Geschäftshaus                                                       |              | Wohn- und Geschäftshaus                                                       |
|    | Seestraße 3 (Karte)          | ehemaliges Pensionshaus                                                       |              | ehemaliges Pensionshaus                                                       |
|    | Seestraße 4 (Karte)          | Pension                                                                       |              | Pension                                                                       |
|    | Seestraße 6 (Karte)          | Wohn- und Geschäftshaus                                                       |              | Wohn- und Geschäftshaus                                                       |
|    | Seestraße 7 (Karte)          | Wohn- und Geschäftshaus                                                       |              | Wohn- und Geschäftshaus                                                       |
|    | (Karte)                      | Wohn- und Geschäftshaus                                                       |              | Wohn- und Geschäftshaus                                                       |
|    | Seestraße 13 (Karte)         | Pension und Geschäftshaus                                                     |              | Pension und Geschäftshaus                                                     |
|    | Seestraße 15 (Karte)         | Pension                                                                       |              | Weitere Bilder                                                                |
|    | Seestraße 16 (Karte)         | ehemaliges Pensionshaus mit Ladenanbau                                        |              | ehemaliges Pensionshaus mit Ladenanbau                                        |
|    | Seestraße 19 (Karte)         | Wohn- und Geschäftshaus                                                       |              | Wohn- und Geschäftshaus                                                       |
|    | Seestraße 20b (Karte)        | ehemaliges Pensionshaus                                                       |              | ehemaliges Pensionshaus                                                       |
|    | Seestraße 21 (Karte)         | Wohnhaus mit Garten                                                           |              | Wohnhaus mit Garten                                                           |
|    | Seestraße 23 (Karte)         | Geschäftshaus und Pension                                                     |              | Geschäftshaus und Pension                                                     |
|    | Seestraße 24 (Karte)         | Post                                                                          |              | Post                                                                          |
|    | Seestraße 26 (Karte)         | ehemaliges Pensionshaus                                                       |              | ehemaliges Pensionshaus                                                       |
|    | Strandstraße 4 (Karte)       | Pension                                                                       |              | Pension                                                                       |
|    | Strandstraße 7 (Karte)       | Pension                                                                       |              | Pension                                                                       |
|    | Stresemannstraße 1 (Karte)   | Pension                                                                       |              | Pension                                                                       |
|    | Stresemannstraße 2 (Karte)   | Pension (Carlsburg)                                                           |              | Pension (Carlsburg)                                                           |
|    | Stresemannstraße 3 (Karte)   | Pension (Pippingsburg)                                                        |              | Pension (Pippingsburg)                                                        |
|    | Talstraße 13 (Karte)         | Fischerkaten (Heimatstube)                                                    |              | Fischerkaten (Heimatstube)                                                    |
|    | Vinetastraße 33 (Karte)      | Wohnhaus                                                                      |              | Wohnhaus                                                                      |
|    | Vinetastraße 34 (Karte)      | Pension                                                                       |              | Pension                                                                       |
|    | Wilhelmstraße 14 (Karte)     | Pension                                                                       |              | Pension                                                                       |
|    | Wilhelmstraße 21 (Karte)     | Pension                                                                       |              | Pension                                                                       |

### Bansin
| ID | Lage                            | Bezeichnung                                                   | Beschreibung | Bild                                                      |
| -- | ------------------------------- | ------------------------------------------------------------- | --- | --------------------------------------------------------- |
|    | Ahlbecker Chaussee (Karte)      | Bahnhof mit Bedürfnisanstalt und Güterabfertigungsgebäude     | | Bahnhof mit Bedürfnisanstalt und Güterabfertigungsgebäude |
|    | Badstraße 1 (Karte)             | ehem. Warmbad (Verwaltung)                                    | | Weitere Bilder                                            |
|    | Badstraße 2 (Karte)             | Pension                                                       | | Pension                                                   |
|    | Bergstraße 1 (Karte)            | Wohnhaus                                                      | | Weitere Bilder                                            |
|    | Bergstraße 3 (Karte)            | Wohnhaus (Baldur)                                             | |                                                           |
|    | Bergstraße 5 (Karte)            | Pension (Gerda)                                               | | Weitere Bilder                                            |
|    | Bergstraße 6 (Karte)            | Wohnhaus                                                      | | Wohnhaus                                                  |
|    | Bergstraße 8 (Karte)            | Hotel (Zur Ostsee)                                            | | Hotel (Zur Ostsee)                                        |
|    | Bergstraße 9 (Karte)            | Villa (Bergfried)                                             | | Villa (Bergfried)                                         |
|    | Bergstraße 10 (Karte)           | Pension (Freya)                                               | | Weitere Bilder                                            |
|    | Bergstraße 12 (Karte)           | Pension (Strandvilla Imperator bzw. Neptun)                   | | Pension (Strandvilla Imperator bzw. Neptun)               |
|    | Bergstraße 13 (Karte)           | Pension (Meeresblick)                                         | | Weitere Bilder                                            |
|    | Bergstraße 14 (Karte)           | Pension (Inselfrieden)                                        | | Weitere Bilder                                            |
|    | Bergstraße 15 (Karte)           | Pension (Villa Diana)                                         | | Weitere Bilder                                            |
|    | Bergstraße 16 (Karte)           | Pension (Villa Frieda)                                        | | Pension (Villa Frieda)                                    |
|    | Bergstraße 17 (Karte)           | Pension mit Hofgebäude (Bergstraße 17a)                       | | Pension mit Hofgebäude (Bergstraße 17a)                   |
|    | Bergstraße 18 (Karte)           | Pension (Belvedere) mit Hofgebäude                            | | Weitere Bilder                                            |
|    | Bergstraße 19 (Karte)           | Pension (Villa Carola) mit Hofgebäude (Helen; Bergstraße 19a) | | Weitere Bilder                                            |
|    | Bergstraße 20 (Karte)           | Pension (Laetitia) mit Hofgebäude (Bergstraße 20a)            | | Weitere Bilder                                            |
|    | Bergstraße 21 (Karte)           | Pension (Hubertus)                                            | | Weitere Bilder                                            |
|    | Bergstraße 22 (Karte)           | Pension mit Hofgebäude (Bergstraße 22a)                       | | Pension mit Hofgebäude (Bergstraße 22a)                   |
|    | Bergstraße 23 (Karte)           | Pension (Bucheck) mit Anbau                                   | | Weitere Bilder                                            |
|    | Bergstraße 33 (Karte)           | Hotel (Haus am Berg)4                                         | |                                                           |
|    | Bergstraße 35                   | ehem. Pensionshaus                                            | |                                                           |
|    | Bergstraße 38 (Karte)           | Wohn- und Geschäftshaus                                       | |                                                           |
|    | Bergstraße 39                   | Pension                                                       | |                                                           |
|    | Bergstraße 40 (Karte)           | Pension (Villa Meeresstrand)                                  | |                                                           |
|    | Bergstraße 44 (Karte)           | Wohnhaus (Astera)                                             | |                                                           |
|    | Bergstraße 46                   | Balkon                                                        | |                                                           |
|    | Bergstraße 47                   | ehem. Pensionshaus                                            | |                                                           |
|    | Goethestraße 1 (Karte)          | Pension                                                       | | Pension                                                   |
|    | Goethestraße 6 (Karte)          | Pension                                                       | | Pension                                                   |
|    | Heinrich-Heine-Straße 2 (Karte) | Wohnhaus                                                      | | Wohnhaus                                                  |
|    | Heinrich-Heine-Straße 5 (Karte) | Pension (Cremona) mit Zaun                                    | | Pension (Cremona) mit Zaun                                |
|    | (Karte)                         | Kirche (Kirchstraße)                                          | | Weitere Bilder                                            |
|    |                                 | Mühle (Dorf)                                                  | |                                                           |
|    | Seestraße 2                     | Hotel (Zur Ostsee)                                            | | Hotel (Zur Ostsee)                                        |
|    | Seestraße 3                     | Pension mit Zaun                                              | | Pension mit Zaun                                          |
|    | Seestraße 4 (Karte)             | Pension                                                       | | Pension                                                   |
|    | Seestraße 5 (Karte)             | Hotel (Hotel zur Post)                                        | | Hotel (Hotel zur Post)                                    |
|    | Seestraße 9 (Karte)             | Pension                                                       | | Pension                                                   |
|    | Seestraße 10 (Karte)            | Pension                                                       | | Pension                                                   |
|    | Seestraße 12 (Karte)            | Wohn- und Geschäftshaus                                       | | Wohn- und Geschäftshaus                                   |
|    | Seestraße 16 (Karte)            | ehem. Pensionshaus                                            | | ehem. Pensionshaus                                        |
|    | Seestraße 67 (Karte)            | Wohnhaus                                                      | | Wohnhaus                                                  |
|    | Seestraße 68 (Karte)            | Pension (Haus Petra)                                          | | Pension (Haus Petra)                                      |
|    | Seestraße 74 (Karte)            | Villa Viamar                                                  | | Weitere Bilder                                            |
|    | Seestraße 75 (Karte)            | Wohnhaus                                                      | | Wohnhaus                                                  |
|    | Seestraße 79 (Karte)            | Pension (Haus Schmidt-Baroni)                                 | | Pension (Haus Schmidt-Baroni)                             |
|    | Seestraße 82 (Karte)            | ehem. Pensionshaus                                            | | ehem. Pensionshaus                                        |
|    | Seestraße 83 (Karte)            | Hotel (Hotel Buchenpark)                                      | | Hotel (Hotel Buchenpark)                                  |
|    | Seestraße 84 (Karte)            | Pension                                                       | | Pension                                                   |
|    | Strandpromenade 2 (Karte)       | ehem. Pensionshaus (Haus Ida-Marie)                           | | ehem. Pensionshaus (Haus Ida-Marie)                       |
|    | Strandpromenade 5 (Karte)       | Wohnhaus                                                      | | Wohnhaus                                                  |
|    | Strandpromenade 6 (Karte)       | Wohnhaus (Carmen)                                             | Im Jahr 1920 von Architekt Otto Ferdinand Saldsieder und seiner Ehefrau Margarete Saldsieder erbaut und als Pension geführt. | Weitere Bilder                                            |
|    | Strandpromenade 7 (Karte)       | Wohnhaus (Utkiek)                                             | | Wohnhaus (Utkiek)                                         |
|    | Strandpromenade 9 (Karte)       | Wohnhaus (Kleiner Seehof)                                     | | Wohnhaus (Kleiner Seehof)                                 |
|    | Strandpromenade 10 (Karte)      | Hotel (Seehof)                                                | | Hotel (Seehof)                                            |
|    | Strandpromenade 11 (Karte)      | Hotel (Vineta)                                                | | Hotel (Vineta)                                            |
|    | Strandpromenade 15 (Karte)      | Gasthaus und Pension (Asgard)                                 | | Gasthaus und Pension (Asgard)                             |
|    | Strandpromenade 16 (Karte)      | Wohnhaus mit Zaun                                             | | Wohnhaus mit Zaun                                         |
|    | Strandpromenade 17 (Karte)      | ehem. Pensionshaus                                            | | ehem. Pensionshaus                                        |
|    | Strandpromenade 18              | ehem. Pensionshaus                                            | | ehem. Pensionshaus                                        |
|    | Strandpromenade 19 (Karte)      | Balkon und Metallbrüstung                                     | | Balkon und Metallbrüstung                                 |
|    | Strandpromenade 22 (Karte)      | ehem. Pensionshaus (Haus Aegir)                               | |                                                           |
|    | Strandpromenade 25 (Karte)      | Pension (Haus Germania)                                       | | Weitere Bilder                                            |
|    | Strandpromenade 26 (Karte)      | Pension (Seeblick) mit Erweiterungsbau                        | | Weitere Bilder                                            |
|    | Strandpromenade 30 (Karte)      | Pension (Villa Dora)                                          | | Weitere Bilder                                            |
|    | Strandpromenade (Karte)         | Musikpavillon                                                 | | Musikpavillon                                             |
|    | Strandpromenade (Karte)         | öffentliche Uhr                                               | | öffentliche Uhr                                           |
|    | Waldstraße 1 (Karte)            | ehem. Warmbad (Gemeindeverwaltung)                            | |                                                           |
|    | Waldstraße 3 (Karte)            | Pension                                                       | |                                                           |
|    | Waldstraße 21 (Karte)           | Pension                                                       | |                                                           |
|    | Waldstraße 26 (Karte)           | ehem. Pensionshaus (Am Waldessaum)                            | | ehem. Pensionshaus (Am Waldessaum)                        |
|    | Waldstraße 28 (Karte)           | Hotel (Wald-Schloß)                                           | | Weitere Bilder                                            |
|    | Waldstraße 32 (Karte)           | ehem. Pensionshaus                                            | |                                                           |
|    | Waldstraße 33 (Karte)           | Pension (Haus Jager)                                          | |                                                           |

### Heringsdorf
| ID | Lage                                | Bezeichnung | Beschreibung | Bild |
| -- | ----------------------------------- | --- | --- | --- |
|    | Am Bahnhof (Karte)                  | Bahnhof mit Stellwerk, Bahnarbeiterhaus, Güterschuppen, Sommerhalle, Empfangsgebäude und Bahnsteigüberdachung               | | Bahnhof mit Stellwerk, Bahnarbeiterhaus, Güterschuppen, Sommerhalle, Empfangsgebäude und Bahnsteigüberdachung |
|    | Am Kulm 1 (Karte)                   | Wohnhaus | | |
|    | Am Kulm 2 (Karte)                   | ehemaliges Pensionshaus | | |
|    | August-Bebel-Straße 22 (Karte)      | Feuerwehr | | |
|    | Badstraße 2 (Karte)                 | ehemaliges Pensionshaus (Anna Karli)                                                                                        | | |
|    | Badstraße 7 (Karte)                 | Wohnhaus | | |
|    | Badstraße 10 (Karte)                | Veranden der Giebel und Traufseiten im Obergeschoß                                                                          | | |
|    | Badstraße 11 (Karte)                | Erholungsheim des Diakonischen Werkes mit den Häusern „Gottesgabe“, „Lug ins Meer“, „Bethanienruh“ und einem Gartenpavillon | | |
|    | Badstraße 13 (Karte)                | ehemalige Kinderkrippe | | |
|    | Badstraße 14 (Karte)                | ehemaliges Pensionshaus | | |
|    | Bansiner Landweg (Karte)            | Friedhofskapelle | | |
|    | Brunnenstraße 1 (Karte)             | ehemaliges Pensionshaus (Ostara)                                                                                            | | ehemaliges Pensionshaus (Ostara)                                                                              |
|    | Brunnenstraße 2 (Karte)             | ehemaliges Pensionshaus (Sanssouci)                                                                                         | | ehemaliges Pensionshaus (Sanssouci)                                                                           |
|    | Brunnenstraße 3 (Karte)             | ehemaliges Pensionshaus | | ehemaliges Pensionshaus                                                                                       |
|    | Brunnenstraße 4 (Karte)             | Pensionsgebäude | | Pensionsgebäude                                                                                               |
|    | Brunnenstrasse 6 (Karte)            | Wohnhaus (Petra) | | Wohnhaus (Petra)                                                                                              |
|    | Brunnenstraße 7 (Karte)             | ehemaliger Wirtschaftshof der Seebad AG (Hauptgebäude)                                                                      | | ehemaliger Wirtschaftshof der Seebad AG (Hauptgebäude)                                                        |
|    | Brunnenstraße 8 (Karte)             | Wohnhaus | | Wohnhaus |
|    | Brunnenstraße 9 (Karte)             | Villa | | Villa |
|    | Brunnenstraße 10 (Karte)            | ehemaliges Pensionshaus | | ehemaliges Pensionshaus                                                                                       |
|    | Bülowstraße 6 (Karte)               | ehemalige Villa | | |
|    | Bülowstraße 7 (Karte)               | Stella Maris, Wohnheim der katholischen Kirche, mit Einzäunung, Treppenanlage und Pavillon                                  | | |
|    | Bülowstraße 10 (Karte)              | Hotel | | |
|    | Bülowstraße 11 (Karte)              | Wohnhaus | | |
|    | Bülowstraße 13 (Karte)              | Pension Ariane | | |
|    | Bülowstraße 15 (Karte)              | Hotel Stadt Berlin | | Hotel Stadt Berlin                                                                                            |
|    | Delbrückstraße 4a (Karte)           | ehemalige Remise | | ehemalige Remise                                                                                              |
|    | Delbrückstraße 5 (Karte)            | Villa Oechsler | | Villa Oechsler                                                                                                |
|    | Delbrückstraße 6 (Karte)            | ehemalige Villa Staudt, mit ehemaliger Remise                                                                               | | ehemalige Villa Staudt, mit ehemaliger Remise                                                                 |
|    | Delbrückstraße 11 (Karte)           | ehemalige Villa Oppenheim                                                                                                   | Die Villa wurde 1883 als Sommervilla für die Familie des Bankiers Benoit Oppenheim (1842–1931) errichtet                                                                            | ehemalige Villa Oppenheim                                                                                     |
|    | Delbrückstraße 13/14 (Karte)        | Villa (Residenz Bleichröder) mit Remise, Zaun und Parkanlage                                                                | Die Villa Bleichröder wurde im Jahr 1890 als Sommersitz der Bankiersfamilie errichtet und wird heute als Hotel/Pension genutzt.                                                     | Weitere Bilder                                                                                                |
|    | Delbrückstraße 15 (Karte)           | Kureinrichtungen der Insel Usedom Johannisbad KG, Station Seeblick, (zwei Häuser)                                           | | Kureinrichtungen der Insel Usedom Johannisbad KG, Station Seeblick, (zwei Häuser)                             |
|    | Delbrückstraße 16 (Karte)           | Villa | | Villa |
|    | Delbrückstraße 17 (Karte)           | Wohnhaus | | |
|    | Delbrückstraße 19 (Karte)           | ehemaliges Pensionshaus | | |
|    | Delbrückstraße 23 (Karte)           | Wohnhaus (ohne Geschäftsbereich)                                                                                            | | Wohnhaus (ohne Geschäftsbereich)                                                                              |
|    | Delbrückstraße 25 (Karte)           | Wohnhaus | | |
|    | Delbrückstraße 26 (Karte)           | Hauptgebäude mit Anbau, Promenade und zwei Nebengebäuden                                                                    | | |
|    | Delbrückstraße 27 (Karte)           | ehemaliges Pensionshaus | | |
|    | Delbrückstraße 30 (Karte)           | ehemaliges Pensionshaus | | |
|    | Delbrückstraße 39/40 (Karte)        | ehemaliges Pensionshaus | | ehemaliges Pensionshaus                                                                                       |
|    | Delbrückstraße 43/44 (Karte)        | ehemaliges Pensionshaus | | ehemaliges Pensionshaus                                                                                       |
|    | Delbrückstraße 45 (Karte)           | ehemaliges Pensionshaus | | ehemaliges Pensionshaus                                                                                       |
|    | Delbrückstraße 48 (Karte)           | ehemaliges Pensionshaus (Charlottenhöh)                                                                                     | | ehemaliges Pensionshaus (Charlottenhöh)                                                                       |
|    | Delbrückstraße 49 (Karte)           | ehemaliges Logierhaus | | ehemaliges Logierhaus                                                                                         |
|    | Delbrückstraße 50 (Karte)           | ehemaliges Pensionshaus | | ehemaliges Pensionshaus                                                                                       |
|    | Delbrückstraße 51 (Karte)           | ehemaliges Pensionshaus | | ehemaliges Pensionshaus                                                                                       |
|    | Delbrückstraße 54/55 (Karte)        | Villa mit Remise | | |
|    | Delbrückstraße 56 (Karte)           | Pension (Ikarus) | | |
|    | Delbrückstraße 57 (Karte)           | Wohnhaus | | |
|    | Delbrückstraße 69                   | Verwaltung | | |
|    | Eichenweg 1 (Karte)                 | ehemaliges Pensionshaus | | ehemaliges Pensionshaus                                                                                       |
|    | Eichenweg 2 (Karte)                 | ehemaliges Pensionshaus | | ehemaliges Pensionshaus                                                                                       |
|    | Eichenweg 3 (Karte)                 | ehemaliges Pensionshaus | | ehemaliges Pensionshaus                                                                                       |
|    | Eichenweg 4 (Karte)                 | Ostseestrand, rechtes Haus, ehemaliges Pensionshaus                                                                         | | |
|    | Eichenweg 8 (Karte)                 | ehemaliges Pensionshaus (Dr. Kurt Fischer)                                                                                  | | |
|    | Eichenweg 9 (Karte)                 | Wohnhaus | | Wohnhaus |
|    | Eichenweg 10 (Karte)                | ehemaliges Pensionshaus | | |
|    | Friedenstraße 1 (Karte)             | ehemaliges Pensionshaus | | ehemaliges Pensionshaus                                                                                       |
|    | Friedenstraße 2 (Karte)             | ehemaliges Pensionshaus | | ehemaliges Pensionshaus                                                                                       |
|    | Friedenstraße 4 (Karte)             | Blumenhof, Holzhaus | | Blumenhof, Holzhaus                                                                                           |
|    | Friedenstraße 5 (Karte)             | ehemaliges Pensionshaus | | ehemaliges Pensionshaus                                                                                       |
|    | Friedenstraße 6 (Karte)             | ehemaliges Pensionshaus | | ehemaliges Pensionshaus                                                                                       |
|    | Friedenstraße 7                     | ehemaliges Pensionshaus | | ehemaliges Pensionshaus                                                                                       |
|    | Friedenstraße 7a (Karte)            | Holzveranda | | |
|    | Friedenstraße 8 (Karte)             | Wohnhaus | | Wohnhaus |
|    | Friedenstraße 11 (Karte)            | Wohnhaus | | Wohnhaus |
|    | Friedenstraße 12 (Karte)            | Wohn- und Geschäftshaus mit „Des Kaisers Pavillon“                                                                          | | Wohn- und Geschäftshaus mit „Des Kaisers Pavillon“                                                            |
|    | Friedenstraße 13 (Karte)            | Wohn- und Geschäftshaus | | Wohn- und Geschäftshaus                                                                                       |
|    | Friedenstraße 15 (Karte)            | Holzrisalit | | Holzrisalit                                                                                                   |
|    | Friedenstraße 16 (Karte)            | Wohn- und Geschäftshaus | | Wohn- und Geschäftshaus                                                                                       |
|    | Friedenstraße 17 (Karte)            | Wohn- und Geschäftshaus | | Wohn- und Geschäftshaus                                                                                       |
|    | Friedenstraße 21/22                 | Wohnhaus | | Wohnhaus |
|    | Friedenstraße 23 (Karte)            | Doppelwohn- und Geschäftshaus                                                                                               | | Doppelwohn- und Geschäftshaus                                                                                 |
|    | Friedenstraße 25 (Karte)            | Wohn- und Geschäftshaus | | Wohn- und Geschäftshaus                                                                                       |
|    | Friedenstraße 26 (Karte)            | ehemaliges Pensionshaus (Wellerau)                                                                                          | | ehemaliges Pensionshaus (Wellerau)                                                                            |
|    | Friedenstraße 28 (Karte)            | ehemalige Synagoge (Wohnhaus)                                                                                               | | ehemalige Synagoge (Wohnhaus)                                                                                 |
|    | Friedenstraße 29 (Karte)            | ehemaliges Pensionshaus | | ehemaliges Pensionshaus                                                                                       |
|    | Friedenstraße (Karte)               | Kriegerdenkmal | | Kriegerdenkmal                                                                                                |
|    | Grenzstraße 1 (Karte)               | Pension (Strandperle) und Gartenpavillon                                                                                    | | Weitere Bilder                                                                                                |
|    | Grenzstraße 2 (Karte)               | Pension | | |
|    | Grenzstraße 3 (Karte)               | Hotel Hubertus, Remise | | |
|    | Grenzstraße 4 (Karte)               | ehemaliges Pensionshaus | | |
|    | Kirchsteig 1 (Karte)                | ehemaliges Pensionshaus | | |
|    | Kirchsteig 2 (Karte)                | Pension Flora | | |
|    | Klenzestraße 1 (Karte)              | ehemaliges Pensionshaus | | |
|    | Klenzestraße 2a (Karte)             | ehemaliges Pensionshaus | | |
|    | Klenzestraße 3 (Karte)              | Wohnhaus (Villa Marie) | | |
|    | Klenzestraße 4 (Karte)              | Wohnhaus | | |
|    | Klenzestraße 5 (Karte)              | ehemaliges Pensionshaus | | |
|    | Klenzestraße 6 (Karte)              | ehemaliges Pensionshaus | | |
|    | Klenzestraße 7 (Karte)              | ehemaliges Pensionshaus | | |
|    | Klenzestraße 9 (Karte)              | Pfarrhaus | | |
|    | Klenzestraße 10 (Karte)             | ehemaliges Pensionshaus | | |
|    | Klenzestraße 12 (Karte)             | ehemaliges Pensionshaus | | |
|    | Klenzestraße 13 (Karte)             | ehemaliges Pensionshaus | | |
|    | Klenzestraße 14/14a (Karte)         | ehemaliges Pensionshaus (Villa Christian)                                                                                   | | |
|    | Klenzestraße 15 (Karte)             | ehemaliges Pensionshaus | | |
|    | Klenzestraße 16 (Karte)             | ehemaliges Pensionshaus | | |
|    | Kulmstraße 1 (Karte)                | Villa Westfalia | | Weitere Bilder                                                                                                |
|    | Kulmstraße 6 (Karte)                | ehemaliges Pensionshaus (Haus Renate)                                                                                       | | ehemaliges Pensionshaus (Haus Renate)                                                                         |
|    | Kulmstraße 3 (Karte)                | ehemaliges Pensionshaus | | ehemaliges Pensionshaus                                                                                       |
|    | Kulmstraße 4 (Karte)                | ehemaliges Pensionshaus | | ehemaliges Pensionshaus                                                                                       |
|    | Kulmstraße 5 (Karte)                | ehemaliges Pensionshaus | | ehemaliges Pensionshaus                                                                                       |
|    | Kulmstraße 6 (Karte)                | Fachwerkveranda | | Fachwerkveranda                                                                                               |
|    | Kulmstraße 8 (Karte)                | ehemaliges Pensionshaus | | |
|    | Kulmstraße 9 (Karte)                | ehemaliges Pensionshaus | | |
|    | Kulmstraße 11 (Karte)               | Wohnhaus mit Park | | |
|    | Kulmstraße 14 (Karte)               | Wohnhaus | | |
|    | Kulmstraße 15 (Karte)               | Wohnhaus | | |
|    | Kulmstraße 16 (Karte)               | Wohnhaus | | |
|    | Kulmstraße 17 (Karte)               | Wohn- und Geschäftshaus | | |
|    | Kulmstraße 18 (Karte)               | zwei Holzrisalite | | |
|    | Kulmstraße 20 (Karte)               | ehemaliges Pensionshaus | | |
|    | Kulmstraße 21 (Karte)               | Gartenhaus | | |
|    | Kulmstraße 22 (Karte)               | ehemaliges Pensionshaus | | |
|    | Kulmstraße 23 (Karte)               | Wohnhaus | | |
|    | Kulmstraße 24 (Karte)               | Wohnhaus (Villa Achterkerke)                                                                                                | | Wohnhaus (Villa Achterkerke)                                                                                  |
|    | Kulmstraße 25 (Karte)               | Wohnhaus (Villa Fontane) | | |
|    | Kulmstraße 26 (Karte)               | Wohnhaus | | |
|    | Kulmstraße 27 (Karte)               | Villa Marie | | |
|    | Kulmstraße 32 (Karte)               | ehemaliges Pensionshaus | | ehemaliges Pensionshaus                                                                                       |
|    | Kulmstraße 33 (Karte)               | Kulturhaus mit Treppenanlage des ehemaligen Strandcasinos                                                                   | | Kulturhaus mit Treppenanlage des ehemaligen Strandcasinos                                                     |
|    | Labahnstraße 9 (Karte)              | Holzloggia (Dachgeschoss)                                                                                                   | | |
|    | Labahnstraße 13 (Karte)             | ehemaliges Pensionshaus | | |
|    | Labahnstraße 22 (Karte)             | Wohnhaus | | |
|    | Labahnstraße 36 (Karte)             | Wohnhaus | | |
|    | Labahnstraße 39 (Karte)             | Wohnhaus | | |
|    | Lindemannstraße 1 (Karte)           | Wohnhaus | | |
|    | Lindemannstraße 2 (Karte)           | Wohnhaus | | |
|    | Lindemannstraße 3 (Karte)           | Wohnhaus | | |
|    | Lindemannstraße 4                   | Elim, Altenheim | | |
|    | Lindemannstraße 8                   | Wohnhaus | | |
|    | Lindemannstraße 11 (Karte)          | Wohnhaus | | |
|    | Lindenstraße 1 (Karte)              | ehemaliges Pensionshaus | | |
|    | Lindenstraße 2 (Karte)              | ehemaliges Pensionshaus | | |
|    | Lindenstraße 3 (Karte)              | ehemaliges Pensionshaus | | |
|    | Lindenstraße 4 (Karte)              | ehemaliges Pensionshaus (Villa Hähle)                                                                                       | | |
|    | Lindenstraße 5 (Karte)              | ehemaliges Pensionshaus (Albertina)                                                                                         | | |
|    | Lindenstraße 9 (Karte)              | Pension (Villa Luise) | | |
|    | Lindenstraße 11 (Karte)             | ehemaliges Pensionshaus (Concordia) mit Gartentor                                                                           | | |
|    | Lindenstraße 13 (Karte)             | ehemaliges Pensionshaus | | |
|    | Maxim-Gorki-Straße 10 (Karte)       | ehemaliges Pensionshaus (San Remo)                                                                                          | | |
|    | Maxim-Gorki-Straße 13 (Karte)       | Villa Irmgard | | Villa Irmgard                                                                                                 |
|    | Maxim-Gorki-Straße 14 (Karte)       | Wohnhaus | | |
|    | Maxim-Gorki-Straße 43 (Karte)       | ehemaliges Pensionshaus (Wilms)                                                                                             | | |
|    | Maxim-Gorki-Straße 47 (Karte)       | Wohnhaus mit Park | | |
|    | Maxim-Gorki-Straße 49 (Karte)       | Wohnhaus mit Nebengebäude                                                                                                   | | Weitere Bilder                                                                                                |
|    | Maxim-Gorki-Straße 50 (Karte)       | ehemaliges Pensionshaus (Auf der Düne) mit Park                                                                             | | |
|    | Maxim-Gorki-Straße 51 (Karte)       | Wohnhaus mit Park | | Weitere Bilder                                                                                                |
|    | Maxim-Gorki-Straße 52 (Karte)       | ehemaliges Pensionshaus mit Park                                                                                            | | |
|    | Maxim-Gorki-Straße 53 (Karte)       | ehemaliges Pensionshaus (Neptun) mit Garten                                                                                 | | |
|    | Maxim-Gorki-Straße 54 (Karte)       | ehemaliges Pensionshaus | | |
|    | Maxim-Gorki-Straße 55 (Karte)       | Schweizerhaus mit Remise und Park                                                                                           | | |
|    | Maxim-Gorki-Straße 58 (Karte)       | Villa mit Park | | |
|    | Maxim-Gorki-Straße 59 (Karte)       | Wohnhaus | | |
|    | Neuer Weg 4 (Karte)                 | ehemaliges Pensionshaus (Haus Odin)                                                                                         | | ehemaliges Pensionshaus (Haus Odin)                                                                           |
|    | Neuer Weg 7 (Karte)                 | ehemaliges Pensionshaus (To Hus)                                                                                            | | |
|    | Neuer Weg 8 (Karte)                 | ehemaliges Pensionshaus | | |
|    | Neuhoferstraße 2 (Karte)            | Wohnhaus | | |
|    | Neuhoferstraße 3 (Karte)            | Holzveranda | | |
|    | Neuhoferstraße 6 (Karte)            | Wohnhaus | | |
|    | Neuhoferstraße 8 (Karte)            | Wohnhaus | | |
|    | Neuhoferstraße 49 (Karte)           | Wohnhaus | | |
|    | Neuhoferstraße 64 (Karte)           | Wohnhaus | | |
|    | Neuhoferstraße 68 (Karte)           | Holzveranda | | |
|    | Neuhoferstraße 69 (Karte)           | Wohnhaus | | |
|    | Neuhoferstraße 71 (Karte)           | Loggia mit Deckenmalerei | | |
|    | Neuhoferstraße 72 (Karte)           | Wohnhaus (Haus auf der Terrasse)                                                                                            | | |
|    | Neuhoferstraße 74 (Karte)           | Holzveranda | | |
|    | Neuhoferstraße (Karte)              | Verkaufspavillon neben der Bushaltestelle                                                                                   | | |
|    | Puschkinstraße 1/2 (Karte)          | ehemaliges Logierhaus mit Gartenpavillon                                                                                    | | |
|    | (Karte)                             | Wohnhaus | | |
|    | Puschkinstraße 7/9 (Karte)          | Jugendherberge, Nr. 9 mit Nebengebäude                                                                                      | | |
|    | Puschkinstraße 10 (Karte)           | Villa (Poseidon) | | |
|    | Puschkinstraße 12/14 (Karte)        | ehemaliges Pensionshaus, Einfriedung und Eingangsbereich                                                                    | | |
|    | Puschkinstraße 15 (Karte)           | ehemaliges Pensionshaus | | |
|    | Puschkinstraße 17 (Karte)           | ehemaliges Pensionshaus | | |
|    | Puschkinstraße 18 (Karte)           | Haus Aegir, Hotel | | |
|    | Puschkinstraße 19 (Karte)           | ehemaliges Pensionshaus | | |
|    | Rudolf-Breitscheid-Straße 3 (Karte) | Weißes Schloss, Hotel | Das klassizistische älteste Gebäude des Ortes wurde 1825 nach Plänen von Karl Friedrich Schinkel als Bülowsches Logierhaus errichtet.                                               | Weißes Schloss, Hotel                                                                                         |
|    | Rudolf-Breitscheid-Straße 5 (Karte) | ehemalige Villa Werner Delbrück                                                                                             | | |
|    | Rudolf-Breitscheid-Straße 6 (Karte) | ehemaliges Logierhaus | historisches Logierhaus; diente auch als Krankenhaus und Frauenklinik. Heute sind es modern eingerichtete Appartements, die zur Inselklinik Heringsdorf gehören (Medigreif Klinik). | ehemaliges Logierhaus                                                                                         |
|    | Rudolf-Breitscheid-Straße 7 (Karte) | ehemaliges Logierhaus | | |
|    | Rudolf-Breitscheid-Straße (Karte)   | Kirche | | Kirche |
|    | Schulstraße 8 (Karte)               | Wohnhaus | | |
|    | Schulstraße 29 (Karte)              | ehemaliges Lehrerhaus | | |
|    | Schulstraße 30 (Karte)              | ehemaliges Schule mit Einfriedung                                                                                           | | |
|    | Schulzstraße 1 (Karte)              | Wohnhaus | | |
|    | Schulzstraße 2 (Karte)              | ehemaliges Pensionshaus (Camarra)                                                                                           | | |
|    | Schulzstraße 3 (Karte)              | ehemaliges Pensionshaus (Aurora)                                                                                            | | |
|    | Schulzstraße 5 (Karte)              | Hotel | | |
|    | Schulzstraße 6 (Karte)              | Wohnhaus | | |
|    | Schulzstraße 8 (Karte)              | ehemaliges Pensionshaus (Villa Graziella)                                                                                   | | |
|    | Schulzstraße 9 (Karte)              | ehemaliges Pensionshaus (Waldschloss)                                                                                       | | |
|    | Schulzstraße 12 (Karte)             | ehemaliges Pensionshaus | | |
|    | Schulzstraße 13 (Karte)             | Rathaus mit Nebengebäude | | |
|    | Schulzstraße 17 (Karte)             | Post, mit mechanischer Telephonvermittlungsanlage                                                                           | | |
|    | Schulzstraße 18 (Karte)             | ehemaliges Pensionshaus (Villa Anna)                                                                                        | | |
|    | Schulzstraße 22 (Karte)             | ehemaliges Pensionshaus | | |
|    | Schulzstraße 26 (Karte)             | ehemaliges Pensionshaus | | |
|    | Schulzstraße 27 (Karte)             | Holzveranda | | |
|    | Schulzstraße 28 (Karte)             | ehemaliges Pensionshaus | | |
|    | Schulzstraße 30 (Karte)             | ehemaliges Pensionshaus | | |
|    | Schulzstraße 33 (Karte)             | Risalit | | |
|    | Schulzstraße 36 (Karte)             | ehemaliges Pensionshaus | | |
|    | Schulzstraße 37 (Karte)             | ehemaliges Pensionshaus | | |
|    | Schulzstraße 38 (Karte)             | Wohnhaus | | |
|    | Schulzstraße 40 (Karte)             | ehemaliges Pensionshaus (Apotheke)                                                                                          | | ehemaliges Pensionshaus (Apotheke)                                                                            |
|    | Schulzstraße 41/42 (Karte)          | Hotel | | |
|    | Setheweg 11 (Karte)                 | ehemaliges Kindererholungsheim der Firma Siemens                                                                            | | |
|    | Sportplatz (Karte)                  | Sternwarte mit Spiegelteleskop                                                                                              | Die Sternwarte, die auf die Schenkung eines Spiegelteleskops durch Manfred von Ardenne zurückgeht, besteht seit 1960 und ist als Volkssternwarte für die Öffentlichkeit zugänglich. | Sternwarte mit Spiegelteleskop                                                                                |
|    | Strandpromenade (Karte)             | Pavillon | Im Jahre 1970 wurde der Pavillon, entworfen von Bauingenieur Ulrich Müther an der Strandpromenade Heringsdorf errichtet.                                                            | Pavillon |
|    | Strandstraße 1 (Karte)              | Wohnhaus | | |
|    | Strandstraße 3 (Karte)              | ehemaliges Pensionshaus | | |
|    | Strandstraße 4 (Karte)              | ehemaliges Logierhaus | | |
|    | Strandstraße 5                      | Wohnhaus | | |
|    | Strandstraße 8 (Karte)              | ehemaliges Pensionshaus (Ave)                                                                                               | | |
|    | Strandstraße 9 (Karte)              | ehemaliges Pensionshaus | | |
|    | Strandstraße 10 (Karte)             | ehemaliges Pensionshaus | | |
|    | Strandstraße 14 (Karte)             | ehemaliges Pensionshaus | | |
|    | Strandstraße 15 (Karte)             | ehemaliges Pensionshaus | | |
|    | Talstraße 2 (Karte)                 | ehemaliges Pensionshaus (Bellevue)                                                                                          | | |
|    | Talstraße 3 (Karte)                 | Wohnhaus | | |
|    | Talstraße 7 (Karte)                 | Fachwerkveranda | | |
|    | Talstraße 8 (Karte)                 | Wohnhaus | | |
|    | Wilhelmstraße 3                     | Wohnhaus | | |
|    | (Karte)                             | Wohnhaus (Bergfried) | | |

### Neuhof
| ID | Lage             | Bezeichnung                              | Beschreibung | Bild |
| -- | ---------------- | ---------------------------------------- | ------------ | ---- |
|    | Friedhof (Karte) | Trauerhalle und Kriegerdenkmal 1914/1918 |              |      |